# Brachygastra
Brachygastra es un pequeño género de avispas neotropicales. Conocidos comúnmente como avispas de la miel o avispas meliferas. Es uno de los pocos insectos además de las abejas que produce y almacena miel.
Construyen nidos de papel que pueden llegar a medir de 40 a 50 cm. Almacenan miel del néctar de flores que visitan en las celdillas más externas del nido.

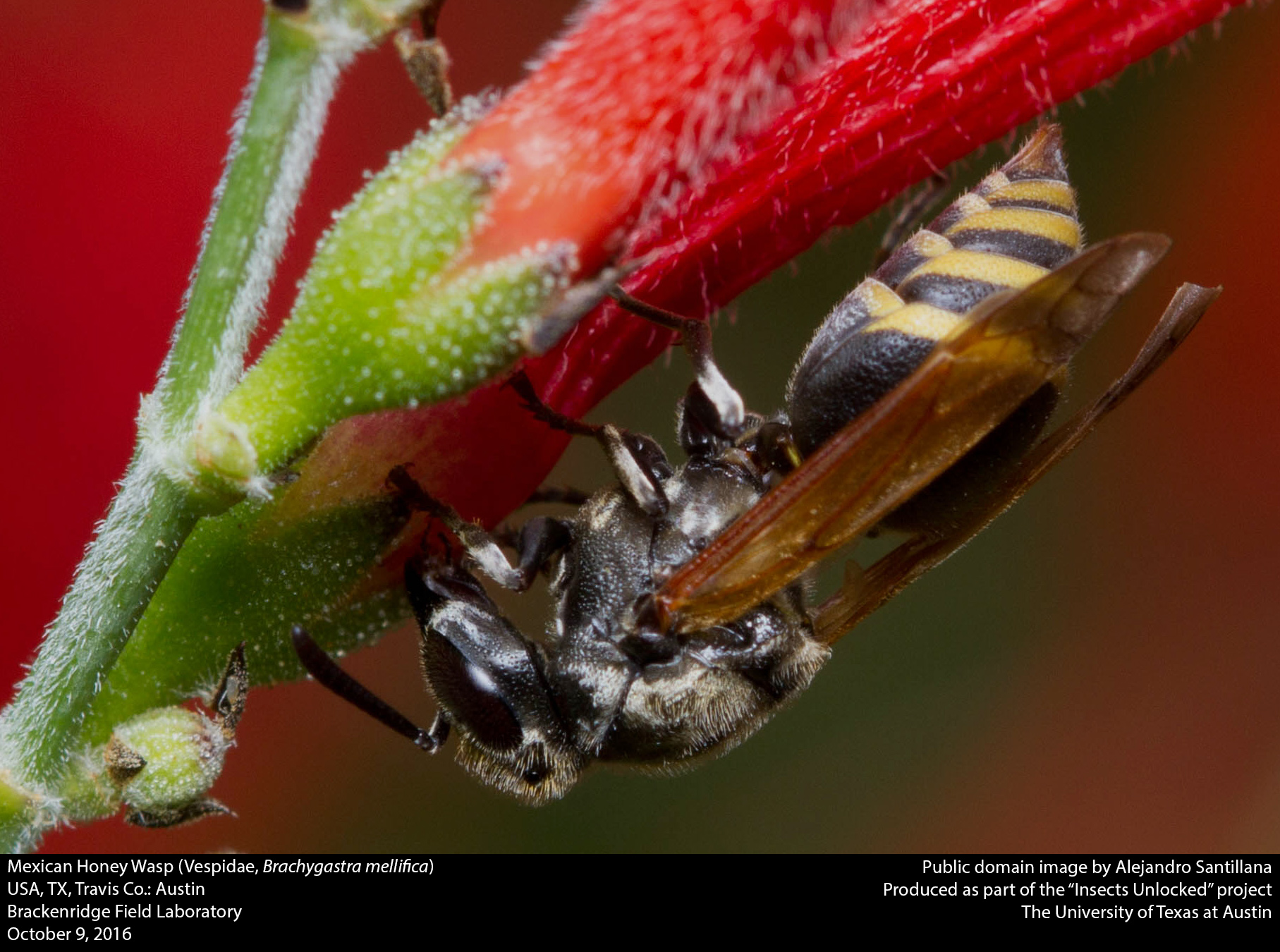
Brachygastra mellifica

## Algunas especies
- Brachygastra azteca
- Brachygastra lecheguana
- Brachygastra mellifica